# Codenomicon
Codenomicon – fińskie przedsiębiorstwo z branży bezpieczeństwa komputerowego. Główne siedziby mieszczą się w Oulu w Finlandii oraz w Saratodze w USA (Dolina Krzemowa), a biura w Singapurze oraz Hongkongu (Chiny). Klienci Codenomicon to m.in. Alcatel-Lucent, AT&T, Cisco Systems, Microsoft, Motorola, Google, Verizon, NSN, Huawei, oraz T-Systems.

## Produkty i usługi

### Defensics
Jest to sztandarowy produkt firmy – platforma testowa wykorzystująca technikę zwaną fuzzingiem. Do testowanego systemu wysyłane są nieprawidłowe albo nieoczekiwane dane wejściowe wykrywając w ten sposób różnorakie bugi oraz podatności.

### AppCheck
Jest to aplikacja skanująca aplikacje pod kątem znanych podatności. Jeśli podatność została wykryta, zwracany jest jej identyfikator CVE. Jest to funkcja przydatna w wykrywaniu bugów takich jak Heartbleed (CVE-2014-0160), szczególnie jeśli nie jest możliwe wykonanie testów dynamicznych lub obecna podatność może mieć negatywny wpływ na testowany system.  Aplikacja identyfikuje również biblioteki, z których korzysta aplikacja (linkowane zarówno statycznie, jak i dynamicznie) oraz pokazuje ich licencje.
Przy wysyłaniu aplikacji nie jest wymagany jej kod źródłowy, wystarczająca jest jej skompilowana wersja.